# Rx Bandits
Gli Rx Bandits sono un gruppo musicale pop punk/ska punk di Seal Beach, California. Il gruppo si è formato nel 1996 nella Contea di Orange e all'inizio il gruppo si è chiamato The Pharmaceutical Bandits.

## Storia
Il gruppo si è formato nel 1996 sotto il nome di The Pharmaceutical Bandits. La formazione iniziale è costituita dal cantante e chitarrista Matt Embree, il batterista Christopher Tsagakis, il trombonista Rich Balling, il bassista Franz Worth ed il sassofonista Noah Gaffney. Nel 1997 pubblicano Those Damn Bandits, il loro primo album di studio. L'album include canzoni da un demo precedente, quattro inedite ed una traccia fantasma. Sebbene Those Damn Bandits sia distribuito originariamente dalla Antedote Records, successivamente è stato ripubblicato dalla Drive Thru Records, che ha ingaggiato il gruppo dopo l'album di debutto.
Il gruppo ha pubblicato il suo secondo album sotto il nome di The Pharmaceutical Bandits nel 1998, Halfway Between Here and There. Dopo l'uscita del disco la formazione ha cominciato a suonare con altri gruppi della third wave of ska come Goldfinger e Reel Big Fish. Dopo aver acquisito una certa notorietà, il gruppo ripubblica Halfway Between Here and There con tracce e illustrazioni nuove come Rx Bandits. Tra l'uscita di quest'album e quella del terzo, il bassista Worth e sassofonista Gaffney lasciano il gruppo, sostituito il primo da James Salomone al basso.
Il 2001 porta il terzo album del gruppo, Progress, che allontana la band dalla third wave of ska. L'album incorpora elementi di musica elettronica, reggae, rock progressivo. Durante il tour di promozione Balling e Salomone abbandonano gli Rx Bandits, che vedono aggiungersi Chris Sheets alla tromba e alla chitarra, Steve Choi alla tastiera e Steve Borth al sassofono. Dopo vari avvicendamenti al basso, Joe Troy viene ingaggiato permanentemente. La formazione di Embree, Tsagakis, Choi, Troy, Sheets, e Borth sarà quella definitiva negli album successivi.
L'album The Resignation, uscito nel 2003, viene registrato quasi interamente dal vivo ed con un ammontare limitato di riprese. Nel 2006, pubblicano ...And the Battle Begun, seguito nel 2009 da Mandala.

## Formazione

### Formazione attuale
- Matt Embree - voce, chitarra
- Steve Choi - chitarra, sintetizzatore
- Joseph Troy - basso, voce secondaria
- Christopher Tsagakis - batteria

### Ex componenti
- Chris Sheets - trombone in The Resignation e ...And the Battle Begun
- Steve Borth - sassofono, voce secondaria in The Resignation e ...And the Battle Begun
- Johnny Tsagakis - basso
- James Salomone - basso in Progress
- Rich Zahniser - sintetizzatore
- Franz J. Worth - basso in Those Damn Bandits e Halfway Between Here and There
- Noah Gaffney - sassofono in Those Damn Bandits e Halfway Between Here and There
- Rich Balling - trombone in Those Damn Bandits, Halfway Between Here and There e Progress

## Discografia
Album in studio
- 1999 - Halfway Between Here & There
- 2001 - Progress
- 2003 - The Resignation
- 2006 - ...And the Battle Begun
- 2009 - Mandala
- 2014 - Gemini, Her Majesty

Live
- 2007 - Live from Bonnaroo 2007
- 2010 - Live at Park Ave

EP
- 2013 - Covers EP

Video
- 2004 - Rx Bandits Live: Vol. 1